# Hardisleben
Hardisleben ist ein Ortsteil der Landgemeinde Buttstädt im Landkreis Sömmerda in Thüringen.

## Geografie
Hardisleben liegt im östlichen Teil des Thüringer Beckens zwischen Ettersberg und Finne.

## Geschichte

### Frühgeschichte
Die Besiedlung des Gebietes lässt sich schon in der Steinzeit nachweisen. Von 3000 bis 2000 v. Chr. stammen Funde aus der Epoche der Schnurkeramik, wie ein Henkelkrug. In der Ellingerschen Grube befanden sich sechs Gräber aus der Jungsteinzeit.
Weiterhin finden sich Relikte aus der Bronzezeit (2000–100 v. Chr.) bei der Wiesenmühle, im Harschbachtal, auf dem Dornberg und am Hohen Stade. Hierunter waren Schüsseln von 33 Zentimeter Durchmesser und 13 Zentimeter Höhe, Töpfchen, Sicheln, Hohlmeißel, Nadeln, Gürtelschnallen und Scherben.

### Königreich Thüringen
siehe auch: Geschichte Thüringens
Im dritten Jahrhundert siedelte sich ein westgermanischer Stammesverband, die Warnen aus Nordschleswig, in der Gegend von Hardisleben an. Eine Hundertschaft in Hardisleben fand im Lossabogen, am Auberg ein ideales Gelände für einen gesicherten Schutz. Befestigungen wurden in Form eines Wallgrabens angelegt. Die erste von den Warnen gegründete Siedlung befand sich in der Schenke bis zur Niedermühle „Schenkenhohle“. Warnensiedlungen waren Haufendörfer, bewohnt von einer großen Sippe. Die Familien betrieben gemeinsam Weide- und Feldwirtschaft. Fachleute halten das 50 Meter lange Riesengrab, Gräben und Wälle in Harassholz, die Schanzen und den Höhenzug am Loh für Spuren aus der Zeit der Völkerwanderung. Von den Warnen wurde eine zweite Siedlung um 300 im Bereich des heutigen Oberdorfes gegründet. Die Schutzwasserburg, bereits um 300 als Wallanlage erbaut und später zur Wasserburg ausgebaut, wurde um 500 n. Chr. altthüringischer Herrensitz. Im Jahr 531 wurde durch die Niederlage der Thüringer in der Schlacht an der Unstrut das Königreich zerschlagen. Das Gebiet gelangte unter fränkischen Einfluss.

### Beginn des Mittelalters

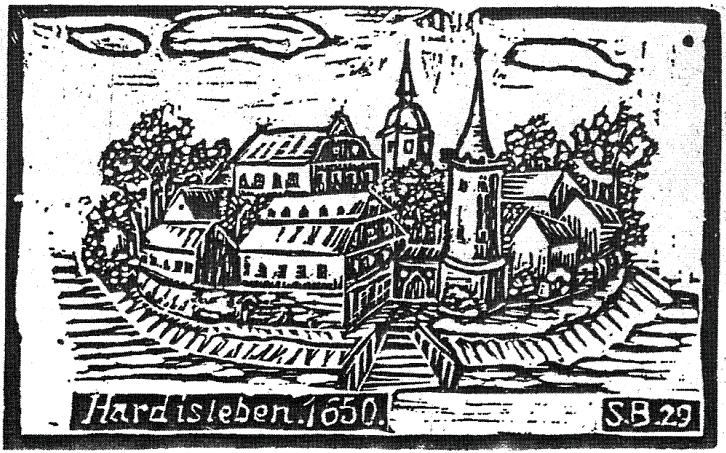
Wasserburg in Hardisleben um 1650 (nach S. Becker, 1939)

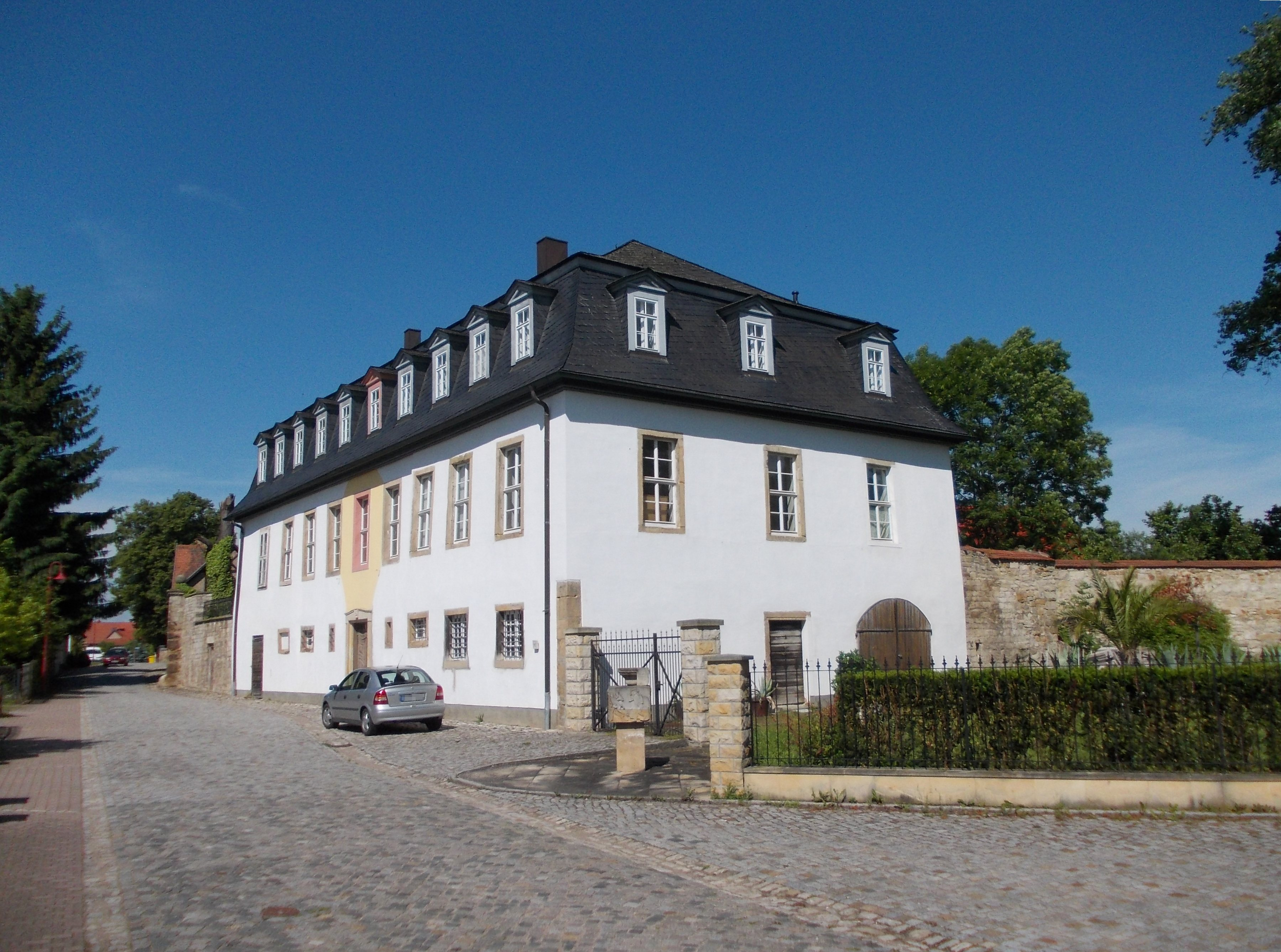
Schloss Hardisleben

Durch Ansiedlung fränkischer Soldaten bildete sich in der Folge ein Straßen- und Reihendorf heraus. Die Burganlage von Hardisleben wurde zu einem fränkischen Fronhof umgewandelt. Diese Epoche ist gekennzeichnet durch den Übergang von der Zweifelder- zur Dreifelderwirtschaft und den beginnenden Weinbau. Die Flurbezeichnung „Auf dem Weingarten“ hat ihren Ursprung hieraus.
 Die Wasserburg in Hardisleben war nicht so gut ausgebaut. Sie wurde urkundlich zusammen mit dem Dorf unter Ernst von der Lippe erobert, 1181 geschleift und in Lehen genommen. Er war Lehensmann des Sachsenherzogs Heinrich des Löwen, der im Dienste Barbarossas stand. Erst 1342 gelangte die Burg wieder unter einen Thüringer Herrn.
1230 wurde Hardisleben urkundlich erstmals erwähnt. Den ersten Hinweis auf eine Befestigungsanlage im Ort gab es 1239, als der Zeuge Heinrich von Hardisleben als Dienstmann des Thüringer Landgrafen erwähnt wurde.

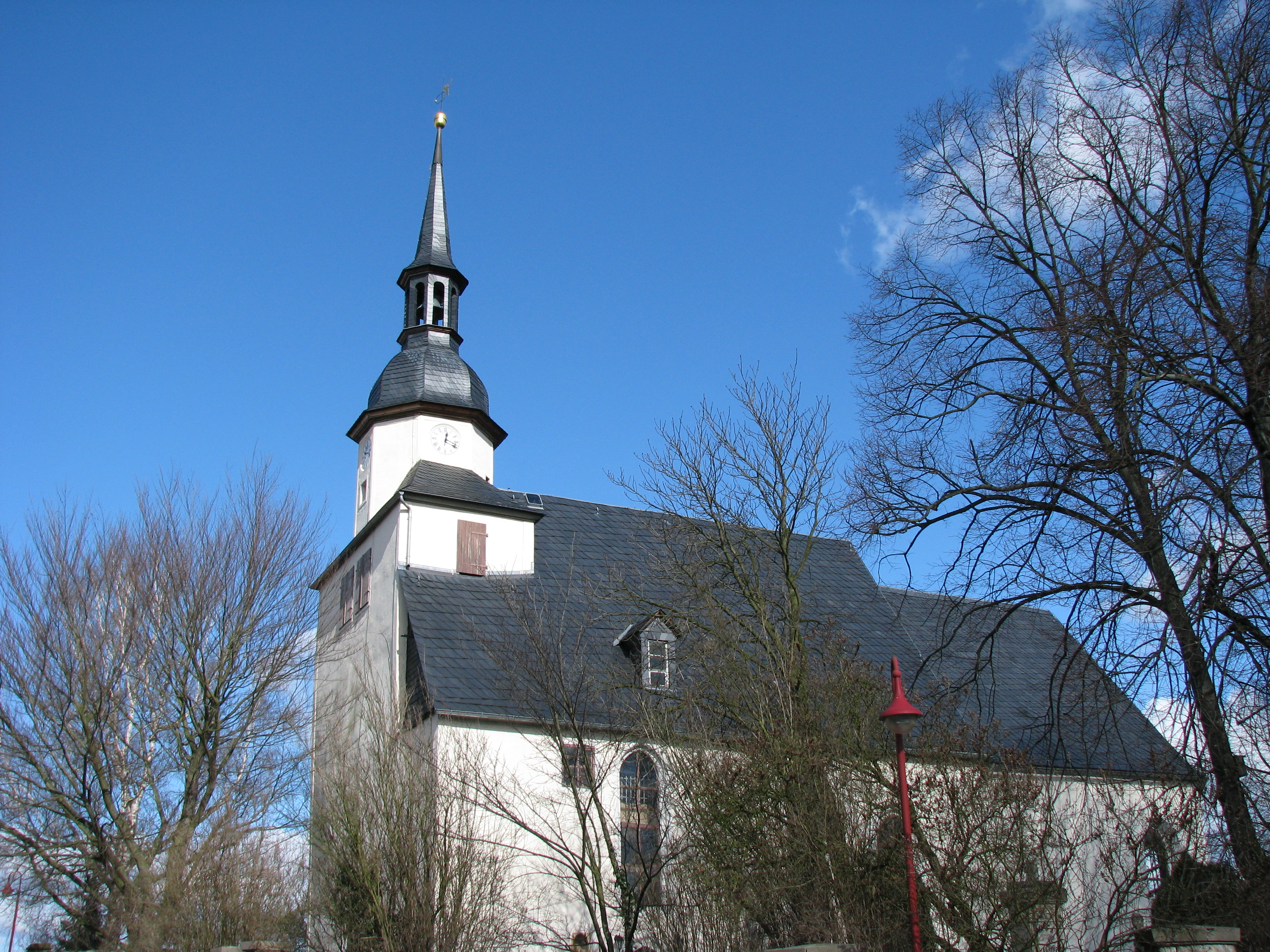
Kirche in Hardisleben

Graf Hermann von Orlamünde vermachte 1337 dem Altar St. Nicolai in der Johanniskirche zu Hardisleben Land und Höfe, damit für sein Seelenheil dort täglich eine Messe gelesen wird. Kirchlich gehörte Hardisleben zu Naumburg, weltlich seit 1346 zum Landgrafen von Thüringen. Durch Krieg hatte Landgraf Friedrich II. (der Ernsthafte) gegen Hermann von Weimar-Orlamünde Hardisleben in seinen Besitz gebracht. Die Wasserburg wurde zerstört. In der Folgezeit wechselten die Eigentümer von Hardisleben durch Erbschaft, Verpfändung und Kauf mehrmals.
Hardisleben hatte sich zu einem ansehnlich großen Ort entwickelt. Außer der schon erwähnten Johanneskirche (Unterkirche) war 1487 noch eine Holzkirche auf dem Friedhofsgelände erbaut worden. Man nannte sie „Zur lieben Frauen“. In der Reformationszeit wurde sie wieder abgerüstet. Als die Hardislebener Bevölkerung 1538 zum protestantischen Glauben übertrat, wurde das Gebäude fortan als Scheune genutzt und brannte später ab.
Hardisleben ging bei der Erfurter Teilung 1572 an das Herzogtum Sachsen-Weimar über. 1679 fielen nach einem Brand das Schloss und Vorwerk sowie große Teile des Dorfes zum Opfer. Das herzogliche Schatullgut baute man nach 1700 unter Herzog Johann Ernst III. von Sachsen-Weimar zum Lustschloss für dessen Gattin aus. Bis 1715 wurde die Pfarrkirche neu aufgebaut und ausgestattet. Nach dem Tod der Herzogin ca. 1738 wurde das Schloss zum Jagdschloss umgebaut. 1739/40 wurde die Anlage erweitert.
1945 wurden Gebäudeteile abgerissen und 1995 große Teile wieder aufgebaut.

### Amt Hardisleben
1554 gab es den ersten Lehrer an der Kirche. Die Kirche gab mehrere Besitzungen ab, darunter auch Grundstücke mit einem Brauhaus an der Lossa und mit einer Darre am Harschbach. Das Grundstück mit dem Brauhaus wurde am 29. Mai 1572 der Gemeinde überlassen. 1585 kaufte Herzog Friedrich Wilhelm von Sachsen-Weimar dem Kurt von Münlich das Rittergut Hardisleben samt dem Dorfe und den Ortschaften, Teutleben und Eßleben ab und fügte 1590 noch Mannstedt hinzu. Diese vier Ortschaften bildeten zusammen einen Amtsbezirk. 1590 wurde das Herzogliche Amt Hardisleben gebildet, das 1735 um die Vogtei Brembach vergrößert wurde und dem zeitweilig auch Rastenberg unterstellt worden war. Herzog Friedrich Wilhelm wohnte bis 1627 zeitweilig zur Jagd hier im Schloss.
Vor dem Eingang des Schlosses lag die Fronfeste, die 1772 erbaut worden war. Sie enthielt nicht nur eine Wohnung für den Amtsdiener, sondern auch vier Gefängnisräume. Die dort befestigten Ketten befanden sich bis vor kurzem noch an der Wand des Grundstücks.

### Dreißigjähriger Krieg (1618–1648)
Dieser Krieg hinterließ auch in Hardisleben seine Spuren. Die Johanniskirche wurde geplündert, eine Scheune (ehemalige Kirche im Oberdorf) wurde 1629 von Soldaten aufgebrochen und daraus Hafer und Stroh gestohlen. Der Weinberg am Auberg ging ganz ein, später auch die anderen Anlagen.
1630–31 errichteten die Hardislebener Schlagbäume, Gräben, hölzerne Brücken, mit Palisaden versehene Schanzen und Remketten (feststehende waagerechte Holzbalken). So konnten die ständig auf Wache stehenden Posten das Dorf besser schützen.
Am 1. Mai 1679 ist eine große Feuersbrunst entstanden. Durch Sturmwinde wurde der Brand weiter angefacht, so dass binnen zwei Stunden nicht nur das ganze Fürstliche Schloss samt dem dazugehörenden Vorwerk (landwirtschaftlich genutzte Gebäude), sondern auch Kirch-, Pfarr- und Schulgebäude, das Backhaus nebst noch 51 Wohnhäusern mit allen dazugehörigen Nebengebäuden verbrannten.
Die Erbauung und Unterhaltung von 13 Grenz- und Wachhütten und ein streng organisiertes System der Wachen hatte 1680 bis 1684 dazu beigetragen, dass die Pest, die in Guthmannshausen, Rastenberg und Buttstädt wütete, nicht nach Hardisleben eindringen konnte.
1683 entstand eine Ziegelscheune mit dem Brennofen in Hardisleben. Sie lag auf der „Mitternachtsseite“ des Dorfes und gehörte der „gnädigen Herrschaft“.
Der Brennofen war die Hölle und stand auf dem heutigen Grundstück der Familie Görmer. Das Material für die Ziegel, der Lieden, wurde auf der anderen Seite des Harschbaches geholt. Dieses Areal nennt man noch heute „Hinter der Hölle“. Es ist das neu erschlossene Wohngebiet Hardislebens. Jährlich wurden in dem Brennofen 6 mal 1200 Ziegel und 2000 Backsteine gebrannt.

### 19. Jahrhundert
Vom 26. Juni 1887 bis zum 11. April 1946 war Hardisleben an das Schienennetz durch die im Volksmund Laura genannte Schmalspurbahn Weimar–Rastenberg/Großrudestedt, die von der Weimar-Rastenberger Eisenbahn-Gesellschaft (WREG) mit Sitz in Weimar betrieben wurde, mit dem Bahnhof Hardisleben für den Personenverkehr an Kilometer 29,38 angebunden. Das Fragment des Bahnhofs ist bis heute an der Kreuzung Alte Bahnhofsstraße / Mühlenwanderweg erhalten.

### 20. Jahrhundert und Gegenwart

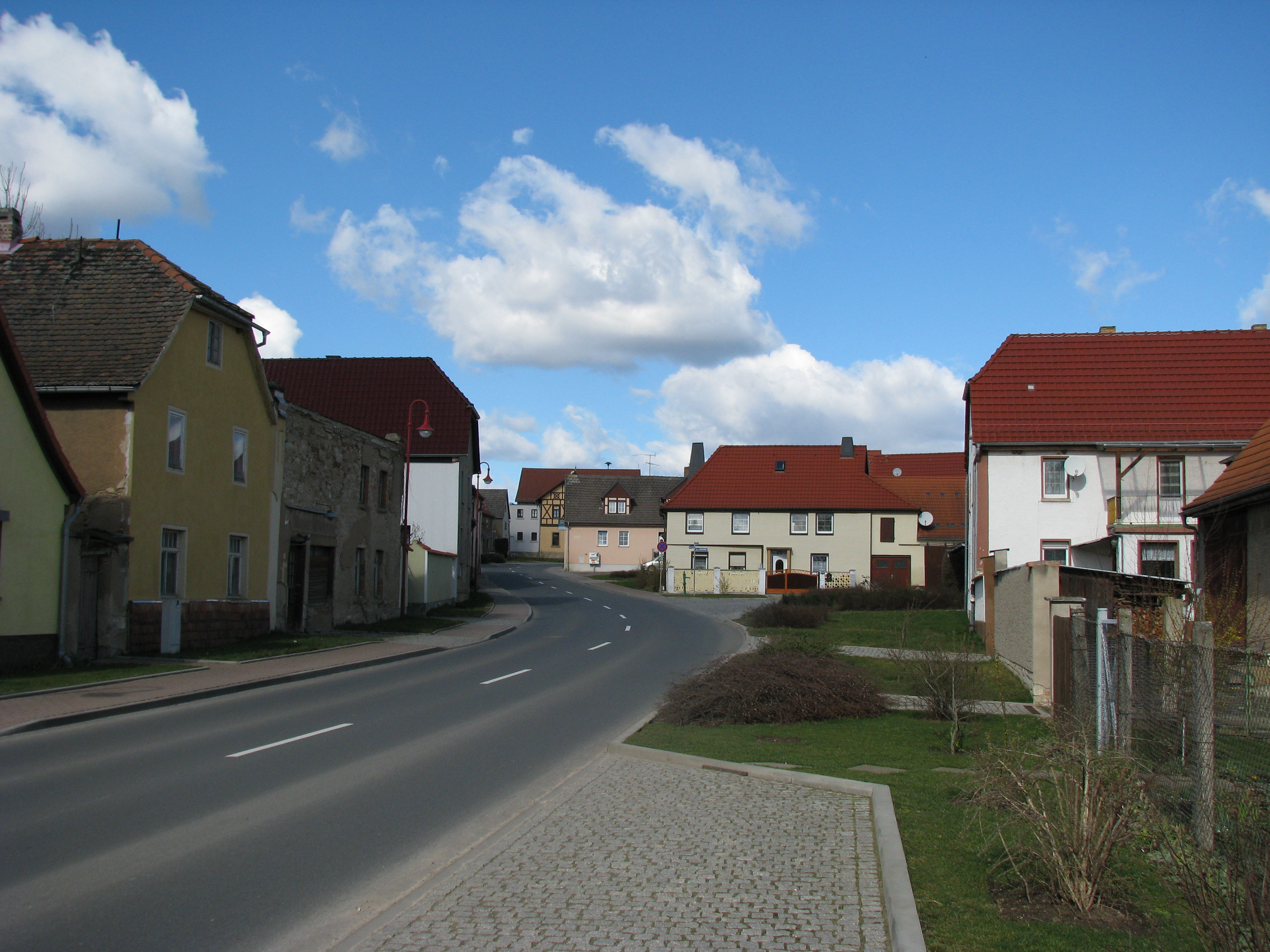
Blick auf die Hauptstraße

Während des Zweiten Weltkrieges mussten 28 Frauen und Männer aus der Sowjetunion und Polen Zwangsarbeit verrichten: auf dem Stadtgut Rastenberg und im Staatsforst Ettersberg.
Am 1. Januar 2019 wurde die Gemeinde Hardisleben mit den weiteren Gemeinden der Verwaltungsgemeinschaft Buttstädt zur Landgemeinde Buttstädt zusammengeschlossen.

## Sehenswürdigkeiten

### Archäologische Denkmale
Grabhügel aus der Jungsteinzeit
Reste vermutlich jungsteinzeitlicher Grabhügel befinden sich 3,5 Kilometer nordöstlich von Hardisleben entfernt. Zum Teil wurden diese alt ausgegraben, Funde sind keine überliefert. Die Durchmesser der Hügel betragen 8 bis 12 Meter, die erhalten gebliebene Höhe 0,5 bis 1,2 Meter.
Auch 2,5 Kilometer östlich von Hardisleben entfernt sind Reste dreier Grabhügel erhalten, die zum Teil (alt) ausgegraben sind. Zwei der stark abgetragenen Hügel weisen einen Durchmesser von 12 Metern und eine Höhe von noch 1 bis 1,5 Metern auf.
Mittelalterliche Herrenburg
Die später neu überbaute mittelalterliche Herrenburg besitzt eine unregelmäßig ovale Innenfläche (Durchmesser etwa 120 m). An der Ostseite der Anlage blieben Teile des Walles erhalten; im Norden und Süden teilweise der ehemals umlaufende Graben.

## Einwohnerentwicklung
| - 1994 – 626 - 1995 – 623 - 1996 – 619 - 1997 – 637 - 1998 - 669 - 1999 - 668 | - 2000 – 669 - 2001 – 670 - 2002 – 645 - 2003 – 630 - 2004 – 641 - 2005 – 631 | - 2006 - 614 - 2007 - 609 - 2008 - 604 - 2009 - 588 - 2010 - 584 - 2011 - 575 | - 2012 - 560 - 2013 - 555 - 2014 - 548 - 2015 - 539 - 2016 - 546 - 2017 - 551 |

 Datenquelle: Thüringer Landesamt für Statistik

## Politik

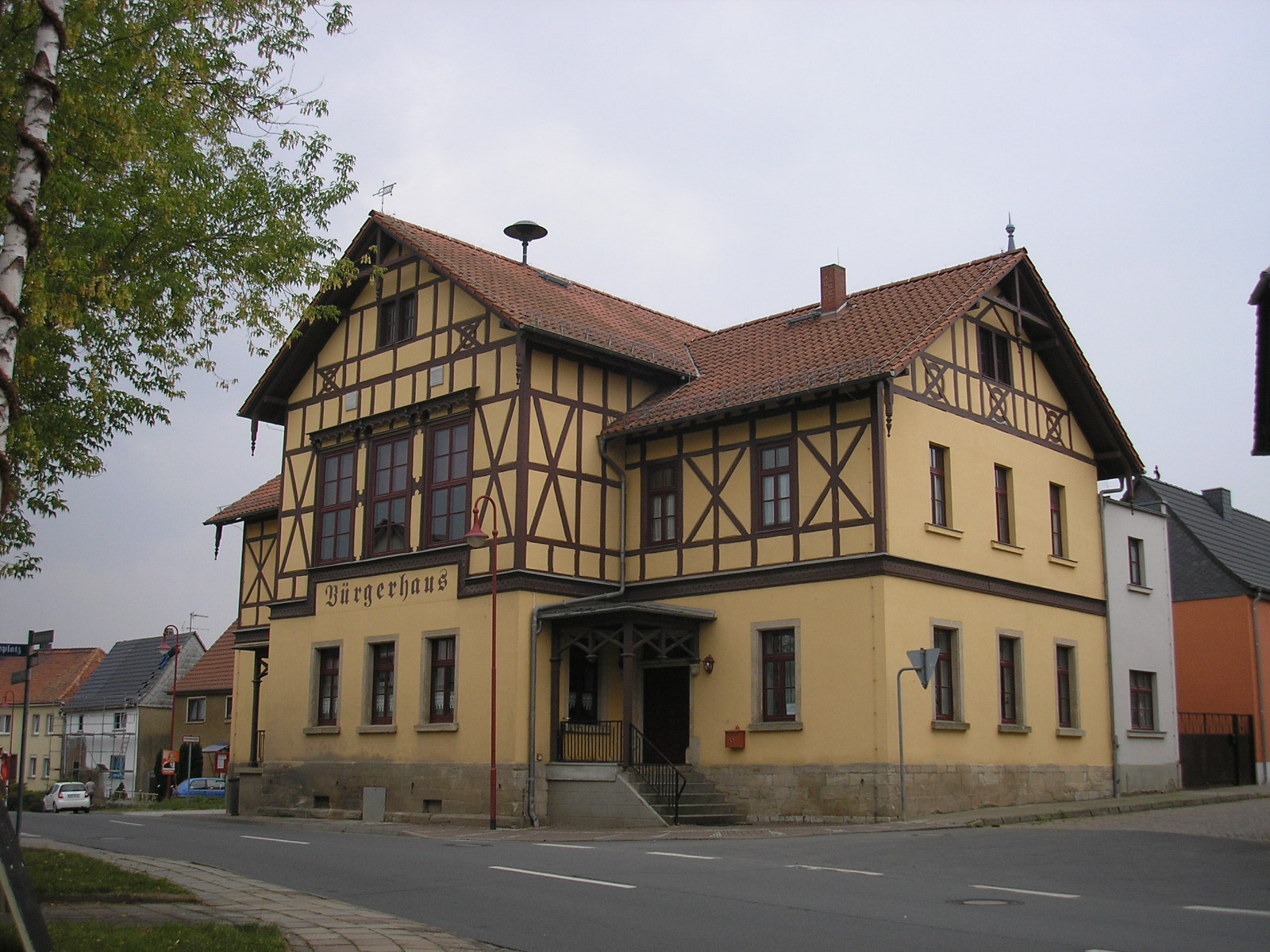
Bürgerhaus

Der ehrenamtliche Ortsteilbürgermeister Jan Kämmer wurde am 12. Juni 2022 gewählt.
In Hardisleben gibt es die Freie Wähler Gemeinschaft, sie ist das Sammelbecken oder der Zusammenschluss aller Parteien. Dadurch ist nicht erkennbar, welche Interessen eine gewählte Person vertritt.

## Persönlichkeiten
Söhne und Töchter des Ortes:
- Johann Sebastian Mitternacht (1613–1679), Theologe, Rhetoriker, Pädagoge, Dramatiker und Barockdichter
- Gottlob König (1779–1849), Forstwissenschaftler
- Heinz Volland (1921–2019), Offizier der Bundeswehr
- Ludwig Prautzsch (1926–2021), Kirchenmusiker

## Trivia
Aus der Vergangenheit leidet die Gemeinde unter der wirren Bezeichnung der Häuser mit Hausnummern. So ist in dem Heftchen ‚Entwurf zu einer Topographie von dem Amtsorte Hardisleben aufgezeichnet, dass die Häuser 1788 am Schloss die Nummern 2–7 hatten und die Häuser auf dem Weingarten mit den Nummern 136–138 endeten. Diese Bezeichnungen werden bis heute fortgeführt.